# Ophiodromus furcatus
Ophiodromus furcatus är en ringmaskart som först beskrevs av Hartmann-Schröder 1962.  Ophiodromus furcatus ingår i släktet Ophiodromus och familjen Hesionidae. Inga underarter finns listade i Catalogue of Life.